# Антон Дреер
Антон Дреер е прочут австрийски пивовар, който през 1840 г. създава нов бирен стил, станал известен като виенски лагер.

## Биография
Роден е на 7 май 1810 г. в Швехат, Австрийска империя, в семейството на пивоваря Франц Антон Дреер и втората му жена Катерина Видтер. Изучава пивоварния занаят в семейната пивоварна „Brauerei Schwechat“, а по късно и в „Simmeringer Brauerei“. През 1839 г. купува семейната пивоварна в Швехат.
През младостта си се среща с Габриел Зиделмайер, син на собственика на пивоварната „Spatenbräu“ в Мюнхен, с когото пътуват заедно до Англия през 1837 г., където посещават пивоварни и се запознават с нови пивоварни техники, включително за охлаждане и отлежаване на студено.
През 1841 г. той създава нов стил червена долно-ферментирала лагер бира, която получава наименованието виенско пиво и виенски лагер. Неговото откритие е последвано година по късно от това на Йозеф Грол, който през 1842 г. създава първата бира в стил пилзнер. Последвалия търговския успех на виенската бира, налага използването на машини в пивоварната, като швехатската пивоварна става първата в Австрийската империя, в която се използва парна машина. През 1850 г. „Brauerei Schwechat“ е една от най-големите в Европа. Дреер започва да изкупува по-малки пивоварни и да разширява пивоварната си империя. През 1859 купува пиваварната „Brauerei Michelob“ в Бохемия, през 1862 г. купува пивоварната „Brauerei Steinbruch“ в Будапеща.
Антон Дреер става един от най-големите предприемачи в Австро-Унгария и един от най-големите данъкоплатци. Умира на 27 декември 1863 г. в Швехат. Неговият син Антон Дреер младши (1849 – 1921) поема пивоварната през 1870 г. и продължава успешния бизнес на баща си, като разширява производството и увеличава износа.
През 20 век сред учените избухва спор кой от двамата прочути пивовари – Антон Дреер или Габриел Зиделмайер, е първият осъществил индустриалното производство на бира по метода на долната ферментация. Объркването става още по-голямо когато жителите на Пилзен застават зад тезата, че изобретател на долната ферментация е Йозеф Грол през 1842 г., когато създава бирата Pilsner Urquell, и поставя началото на стила пилзнер. И Адолф Хитлер се включва в полемиката, като назначава комисия, която да разреши спора за първоавторството. През 1942 г. комисията обявява своето заключение: първата индустриално сварена бира по метода на долната ферментация, е произведена от Антон Дреер през 1841 г.